# Rosenauerova kaplička
Rosenauerova kaplička je dřevěná stavba vybudovaná roku 1818 na Šumavě v jižních Čechách. Nachází se na jihovýchodním úbočí Plešivce (978 m n. m.) na břehu Schwarzenberského plavebního kanálu.
Jméno stavby odkazuje na stavitele kanálu Josefa Rosenauera. K místu se vztahují dvě pověsti. Podle jedné se zde u svatého obrázku Rosenauer vždy pomodlil. Jednou ho však napadl pytlák a nožem mu způsobil zranění. Z nich se mu však podařilo vyléčit a jako výraz poděkování zde postavil boží muka, která byla posléze na počátku dvacátého století obestavěna dřevěnou kaplí. Dle jiné pověsti se zde Rosenauerovi ve snu zjevila Panna Maria, která mu poradila, kudy dále pokračovat ve stavbě kanálu. U kapličky se též slouží mše svaté.
U kapličky se nachází akvadukt, v němž Jezerní potok kříží plavební kanál.